# エドマン分解
エドマン分解（エドマンぶんかい、英: Edman degradation）は、ペプチド（蛋白質）のアミノ酸配列を化学的手法で決定する方法である。また、この分析で利用される化学反応もエドマン分解と呼ぶ。エドマン分解反応は生化学者ペール・エドマンにより1950年に発見された。

## 概要
一段階のエドマン分解をペプチドに施すことにより、N端側1残基のアミノ酸のみを分解分離することができる。生成したフェニルチオヒダントイン誘導体を高速液体クロマトグラフィー (HPLC) 等で分析したり、場合によっては残されたペプチド等を分析することでアミノ酸残基を決定することができる。この方法は繰り返し適用が可能であるから、アミノ酸配列を決定することができ、自動アミノ酸配列分析装置などに利用されている。
エドマン分解でアミノ酸配列を決定するには、単離精製済みの数十pmolのペプチド試料が必要である。そのために前処理として蛋白質の酵素分解や電気泳ゲル電気泳動などの前処理が必要となる。
現在では、エドマン分解が適用できない微量のペプチドであっても、MALDI法などを用いたTOF質量分析計でペプチドを同定することが可能になった。

## 反応
エドマン分解はペプチドのN端側遊離アミノ酸に微アルカリ条件下でフェニルイソチオシアネートを反応させてN-フェニルチオカルバモイル体とする1段階目と、酸処理によりN-フェニルチオカルバモイル体が環化する際にアミド結合（ペプチド結合）を切断し、フェニルチオヒダントイン誘導体となる2段階目とから構成される。フェニルチオヒダントイン誘導体は紫外吸収が強く、あるいは蛍光を発するように工夫することで微量ペプチド分析が容易である。